# Каскара (село)
Каскара — село в Тюменском районе Тюменской области.
Административный центр Каскаринского муниципального образования.
Население — 7467 человек (2021 г.).

## Описание
Находится в пригородной зоне Тюмени на левом берегу реки Тура в 20 км к востоку от города и в 2,5 км к востоку от ж.-д. станции Туринский (линия Тюмень — Новый Уренгой). С запада к селу примыкают посёлок Новотуринский (при станции) и деревня Вилижаны, к северу от села находится крупная промзона. Через село проходит федеральная автодорога Р404 Тюмень — Ханты-Мансийск, от неё на север отходит дорога к деревне Янтык.
Во время половодья прибрежная часть села подвергается подтоплению.

## Население
| 2002 | 2010  | 2021  |
| ---- | ----- | ----- |
| 6273 | ↗7094 | ↗7467 |

Национальный состав: русские — 62,6 %, татары — 28,7 %.